# (18318) 1981 ET43
A (18318) 1981 ET43 a Naprendszer kisbolygóövében található aszteroida. Schelte J. Bus fedezte fel 1981. március 6-án.